# Vinzent Porombka
Vinzent Porombka (* 2. Januar 1910 in Hindenburg, Oberschlesien; † 28. November 1975 in Berlin) war ein deutscher Funktionär (KPD/SED), Interbrigadist und Widerstandskämpfer gegen das NS-Regime.

## Leben
Porombka, Sohn eines Bergmanns, war 1925/26 als Molkereiarbeiter, dann von 1926 bis 1930 als Bergarbeiter tätig. Zwischen 1930 und 1935 war er arbeitslos oder in Kurzarbeit. 1927 trat er dem Roten Frontkämpferbund, 1930 dem Kommunistischen Jugendverband Deutschlands (KJVD) bei. 1931 wurde er wegen Landfriedensbruch zu einer Haftstrafe von zehn Monaten verurteilt. 1933 trat Porombka der Kommunistischen Partei Deutschlands (KPD) bei.
Nach der „Machtergreifung“ der Nationalsozialisten beteiligte sich Porombka am Widerstandskampf der KPD. Er wurde im März 1933 in Untersuchungshaft genommen und im Juni 1933 ins KZ Esterwegen (Lager II) überführt. Nach seiner Entlassung im Dezember 1933 setzte er seine illegale Tätigkeit fort und wurde Leiter des KPD-Unterbezirks Beuthen in Oberschlesien. Zudem war er Instrukteur des ZK des KJVD. Im August 1935 floh er in die Tschechoslowakei, wo er als Steinarbeiter in Steinau tätig war. Er verrichtete Grenzarbeit für die KPD in Karwin und Mährisch-Ostrau. Im Juli 1936 wurde er verhaftet, konnte aber während der Ausweisung nach Deutschland fliehen und blieb noch weitere drei Monate illegal in der Tschechoslowakei.
Ab November 1936 nahm Porombka am Spanischen Bürgerkrieg teil und war Angehöriger der XIII. Internationalen Brigade. Er wurde Mitglied der Kommunistischen Partei Spaniens. Während eines Kampfes in Nordkatalonien in den Januartagen 1939 sollte er eine abgerissene Verbindung zum Nachbarbataillon wiederherstellen. Dabei ließ er einen ihn behindernden Brotbeutel mit seinen Sachen bei einem Kameraden zurück, der kurz darauf fiel. Bei dem Toten fanden die Franco-Soldaten seinen Mitgliedsausweis der Roten Hilfe, mit Foto und Heimatadresse: Rokittnitz in Oberschlesien. Diese Papiere landeten bei der Legion Condor. Dort bezeugte jemand, der ebenfalls aus Rokittnitz stammte und Porombka vom Sehen her kannte, der Gestapo, dass es sich bei dem gefallenen Interbrigadisten wirklich um den „roten Porombka“ handelte. So war er für die deutschen Behörden tot. Von Februar bis Juni 1939 war er in Frankreich interniert, bevor er dann mit einem Verwundetentransport in die Sowjetunion gelangte.
Porombka arbeitete als Dreher im Traktorenwerk von Tscheljabinsk. 1942 wurde er in die Arbeitsarmee eingezogen. 1942/43 war er Kursant einer Spezialschule für Fallschirmspringer bei Moskau. Am 27. April 1943 sprang er als Funker einer dreiköpfigen Gruppe – neben Porombka waren dies Otto Heppner und Adolf Kaim – in der Nähe von Insterburg (Ostpreußen) ab. Nur Porombka gelang es, seinen Auftrag zu erfüllen. Im Mai 1943 konnte er heimlich seine Eltern wiedersehen, für die er als tot galt. Er musste erfahren, dass zwei seiner Brüder gefallen waren. Als die Gestapo später herausbekam, dass er nicht in Spanien gefallen sei und lebte, verschleppten sie seine Eltern ins KZ. Sein Vater wurde 1945 in Groß-Rosen ermordet. Als Beauftragter des ZK der KPD schlug Vinzent Porombka sich nach Oberschlesien durch und versuchte dort die Widerstandstätigkeit neu zu organisieren. Dazu nahm er Kontakt zu örtlichen KPD-Mitgliedern auf und leitete diese an. Mit seiner Hilfe gelang es, die Widerstandsfront ständig zu verbreitern und die Zusammenarbeit mit der polnischen Widerstandsbewegung weiter auszudehnen. Besonders gute Verbindungen bestanden dabei zu einer großen Widerstandsgruppe in Ruda, die von dem Kommunisten Rudolf Krzyszczyk geleitet wurde und hauptsächlich gegen Transporte der Wehrmacht vorging. In Zusammenhang mit der Verhaftung von Rudolf Krzyszczyk im Frühjahr 1944 geriet auch Porombka in eine höchst gefährliche Lage. Die Gestapo fahndete nach ihm und hatte von ihm in den Gliederungen der NSDAP einen Steckbrief in Umlauf gebracht. Wegen der Gefährdung durch die Gestapo musste Porombka die Funkkontakte einstellen. Trotz seiner vielen Verbindungen gelang es ihm nicht, ein sicheres Versteck zu finden. Um seine Genossen nicht zu gefährden, verlegte er seine Basis deshalb auf tschechoslowakisches Gebiet. Er vergrub den Sender zunächst für einige Zeit und fuhr im Juli 1944 über Ratibor nach Mährisch-Ostrau. Später kehrte er nach Oberschlesien zurück und nahm die Funkverbindung nach Moskau gelegentlich wieder auf. Porombka war einer der wenigen von zahlreichen sowjetischen Fallschirmagenten, die den Einsatz überlebten. Anfang Januar 1945 nahm er in Hindenburg Kontakt zur Bezirksleitung der illegalen KPD unter der Leitung von Roman Ligendza auf. Gemeinsam mit oberschlesischen Kommunisten organisierten sie Widerstandsaktionen gegen das NS-Regime. Als am 26. Januar 1945 die Rote Armee in Hindenburg einzog, wurden sie vom sowjetischen Stadtkommandanten empfangen und arbeiteten dann in der neuen, provisorischen Stadtverwaltung mit. Porombka und Ligendza sprangen im März 1945 mit dem Fallschirm bei Chemnitz ab.
1945 war er zunächst Dolmetscher in einem Stab der Roten Armee, dann bis 1946 für die KPD in Westdeutschland tätig. 1946 ging er in die SBZ und wurde Mitglied der SED. Ab Mai 1946 war er als Transportbegleiter bzw. Kurier in der Zonenleitung und ab 1950 als Mitarbeiter in der Allgemeinen Abteilung im Zentralsekretariat bzw. im ZK der SED tätig. 1970 schied er aus gesundheitlichen Gründen aus seiner Funktion beim ZK aus.

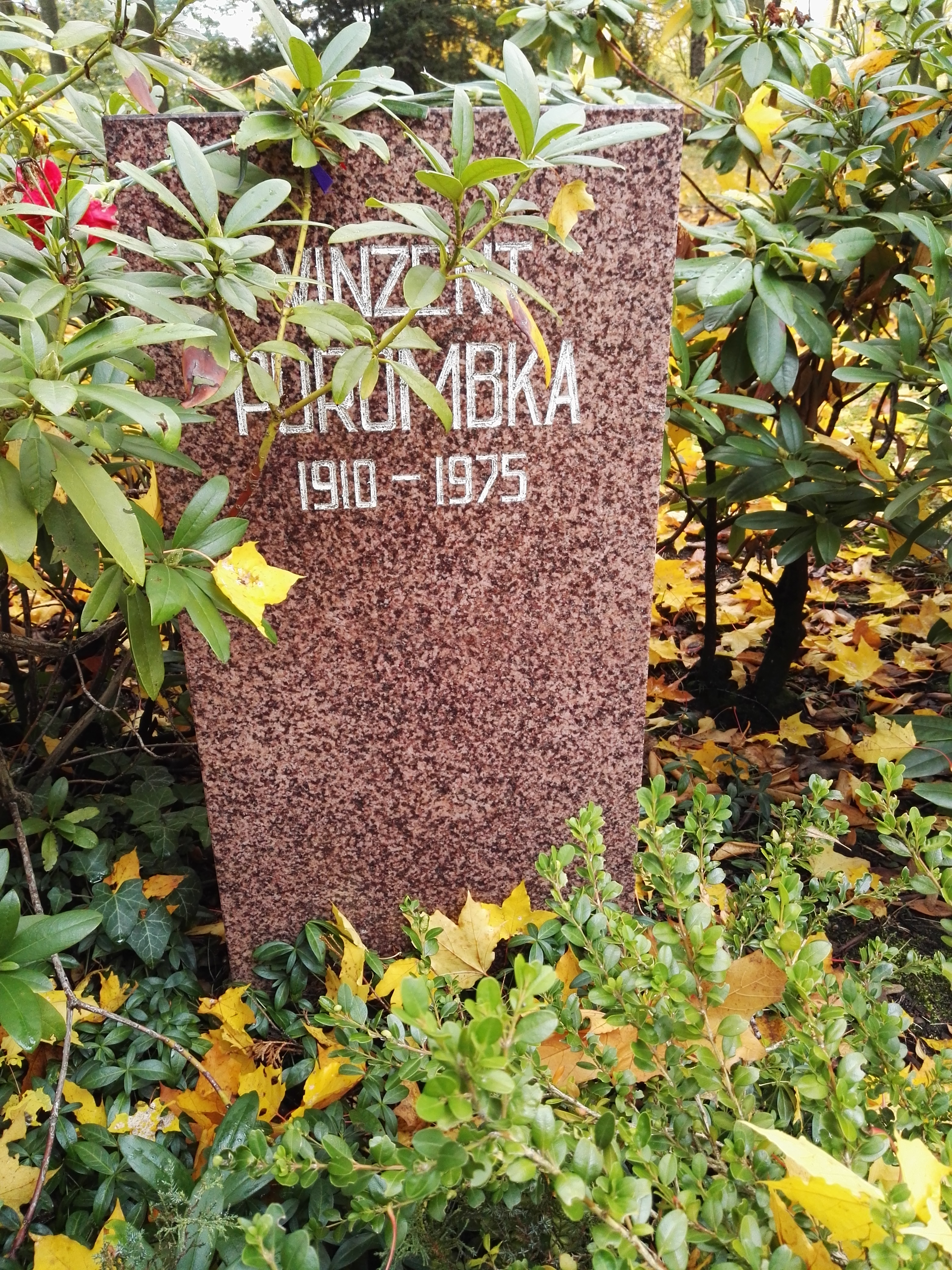
Grabstätte

Porombkas Urne wurde in der Grabanlage Pergolenweg des Berliner Zentralfriedhofs Friedrichsfelde beigesetzt.

## Schriften (Auswahl)
- O wspólnej walce z faszyzmem polskich i niemieckich komunistów na Śląsku Opolskim [Über den gemeinsamen Kampf der polnischen und deutschen Kommunisten gegen den Faschismus im Oppelner Schlesien]. In: Ruch robotniczy (1973), Nr. 10, S. 125–135.
- Powstanie Komunistycznego Zwiazku Mlodziezy w Rokitnicy w roku 1930 [Aufstand des Kommunistischen Jugendverbandes in Rokittnitz im Jahre 1930]. In: Klasa robotnicza na Slasku. Band 2. Wyd. Instytutu Slaskiego, Oppeln 1976, S. 227–240.
- Als Fallschirmspringer im illegalen Einsatz. In: Heinz Voßke (Hrsg.): Im Kampf bewährt. Erinnerungen deutscher Genossen an den antifaschistischen Widerstand von 1933 bis 1945. 2. durchges. und erw. Auflage Dietz, Berlin 1977, S. 111–142.
- Mit Funkgerät im Hinterland (Tatsachen-Heft, Band 223). Militärverlag der DDR, Berlin 1980.

## Auszeichnungen
- Vaterländischer Verdienstorden in Silber (6. Mai 1955) und in Gold (1965)
- Hans-Beimler-Medaille (1956)
- Orden „Banner der Arbeit“ (1970)
- Orden des Vaterländischen Krieges 2. Grades (Sowjetunion, 1970)[7]